# Diệt chủng Guatemala
Diệt chủng Guatemala, còn được gọi là Diệt chủng Maya hoặc Holocaust Thầm lặng (Tiếng Tây Ban Nha: Genocidio guatemalteco; Genocidio maya, hay Holocausto silencioso), là một cuộc diệt chủng nhắm vào thường dân Maya được thực hiện bởi chính phủ quân sự Guatemala thời Nội chiến Guatemala (1960–1996).

## Phụ chú
1. ↑  83% trong số 42,275 nạn nhân bị xâm hại nhân quyền trong cuộc nội chiến là người dân tộc Maya, ít nhất  93% trong số đó bị sát hại bởi chính phủ.[1]

### Tác phẩm
- Amnesty International (1981). Guatemala: A Government Program of Political Murder. An Amnesty International Report Series. Amnesty International Publications. tr. 32. ISBN 9780862100261.
- Anderson, Thomas P. (1988). Politics in Central America: Guatemala, El Salvador, Honduras, and Nicaragua . Greenwood Publishing Group. tr. 256. ISBN 9780275928834.
- Beckett, Ian; Pimlott, John (2011). Counter Insurgency: Lessons from history. Pen and Sword. tr. 240. ISBN 9781848843967.
- Chomsky, Noam; Herman, Edward (2014). The Washington Connection and Third World Fascism: The Political Economy of Human Rights. Quyển I. Haymarket Books. tr. 462. ISBN 9781608464487.
- Comisión para el Esclarecimiento Histórico: Caso No. 44 (1999). "Caso ilustrativo No. 44". Guatemala: Memoria del Silencio (bằng tiếng Tây Ban Nha). Bản gốc (online edition) lưu trữ ngày 6 tháng 5 năm 2013. Truy cập ngày 20 tháng 9 năm 2014.{{Chú thích tạp chí}}:  Quản lý CS1: tên số: danh sách tác giả (liên kết)
- — (1999). "Caso ilustrativo No. 61". Guatemala: Memoria del Silencio (bằng tiếng Tây Ban Nha). Bản gốc (online edition) lưu trữ ngày 6 tháng 5 năm 2013. Truy cập ngày 20 tháng 9 năm 2014.{{Chú thích tạp chí}}:  Quản lý CS1: tên số: danh sách tác giả (liên kết)
- — (1999). "Caso ilustrativo No. 92". Guatemala: Memoria del Silencio (bằng tiếng Tây Ban Nha). Bản gốc (online edition) lưu trữ ngày 6 tháng 5 năm 2013. Truy cập ngày 20 tháng 9 năm 2014.{{Chú thích tạp chí}}:  Quản lý CS1: tên số: danh sách tác giả (liên kết)
- — (1999). "Caso ilustrativo No. 107". Guatemala: Memoria del Silencio (bằng tiếng Tây Ban Nha). Bản gốc (online edition) lưu trữ ngày 6 tháng 5 năm 2013. Truy cập ngày 20 tháng 9 năm 2014.{{Chú thích tạp chí}}:  Quản lý CS1: tên số: danh sách tác giả (liên kết)
- Diario de Centro América (ngày 2 tháng 6 năm 1978). "Entrevista a Walter Overdick, alcalde de Panzós". Diario de Centro América, Periódico Oficial de la República de Guatemala (bằng tiếng Tây Ban Nha).
- Dunkerley, James (1988). Title Power in the Isthmus: A Political History of Modern Central America. Verso. tr. 691. ISBN 9780860919124.
- Grandin, Greg; Klein, Naomi (2011). The Last Colonial Massacre: Latin America in the Cold War. Chicago, IL: University of Chicago Press. ISBN 9780226306902.
- Latin America Working Group (1991). Central American Update. Quyển 1–7. Truy cập ngày 16 tháng 3 năm 2015.
- Lopes, Paul D. (1985). The Agrarian Crises in Modern Guatemala. Madison, WI: University of Wisconsin.
- McClintock, Michael (1985). "State Terror and Popular Resistance in Guatemala". The American Connection. Quyển 2. London, UK: Zed. ISBN 9780862322595.
- Minority Rights Group International (1994). Minority Rights Group International Report. The Group. tr. 1981. ISBN 9781897693407. Truy cập ngày 5 tháng 10 năm 2012.
- Schirmer, Jennifer (1988). The Guatemalan Military Project: A Violence Called Democracy. Philadelphia, PA: University of Pennsylvania Press. ISBN 978-0-8122-3325-4.
- Torres Rivas, Edelberto (1980). "Guatemala: Crisis and Political Violence". NACLA Report on the Americas. Quyển 14–18. North American Congress on Latin America.
- US Department of State (ngày 28 tháng 3 năm 1986). Guatemala's Disappeared: 1977–86. George Washington University: Department of State, secret report.
- US State Department (1967). "Guatemala". Assignment terror: The Army's Special Unit. National Security Archive Electronic. Quyển Briefing Book No. George Washington University: National Security Archive.
- US State Department (ngày 4 tháng 2 năm 1974). Subject: Internal Security: "Death Squad" Strikes (PDF). George Washington University: U.S. Department of State, Secret cable.